# Telephone Line
Singles de Electric Light Orchestra
Do Ya
(1977) Turn to Stone
(1977)
Pistes de A New World Record
Tightrope Rockaria!
Telephone Line est une chanson d'Electric Light Orchestra tirée de l'album A New World Record, sorti en 1976. Elle constitue le quatrième et dernier single tiré de cet album, avec Poor Boy (The Greenwood) (une chanson tirée de l'album Eldorado) en face B. Au Royaume-Uni, le single incluait une deuxième face B, King of the Universe, tirée de l'album On the Third Day. Ce single s'est classé dans le Top 10 aux États-Unis (7e) comme au Royaume-Uni (8e). Elle a été adaptée en français par Claude François sur son dernier album sous le titre "Sacrée chanson".